# アミット・クマール
アミット・クマール（অমিত কুমার、Amit Kumar、1952年7月3日 -  ）はインドの歌手、プレイバックシンガー、俳優、映画監督。インドで生まれた。同じく歌手のキショール・クマールは父親。
1980年のインド映画、「Qurbani」の劇中歌「Laila O Laila」を女性歌手カンチャンとデュエットしている。

## ディスコグラフィー

### 参加アルバム
- Awwal Number / Elaan Jung (1989)
- Nishchaiy / Meri Janeman (1991)
- Amit Kumar Sings For R. D. Burman (2001)